# Касьяновка (Миллеровский район)
Касьяновка — хутор в Миллеровском районе Ростовской области. Входит в состав Первомайского сельского поселения.

## География

### Улицы
- ул. Зеленая,
- ул. Лесная,
- пер. Луговой.

## Население
| 2010 |
| ---- |
| 25   |